# Причерноморская впадина

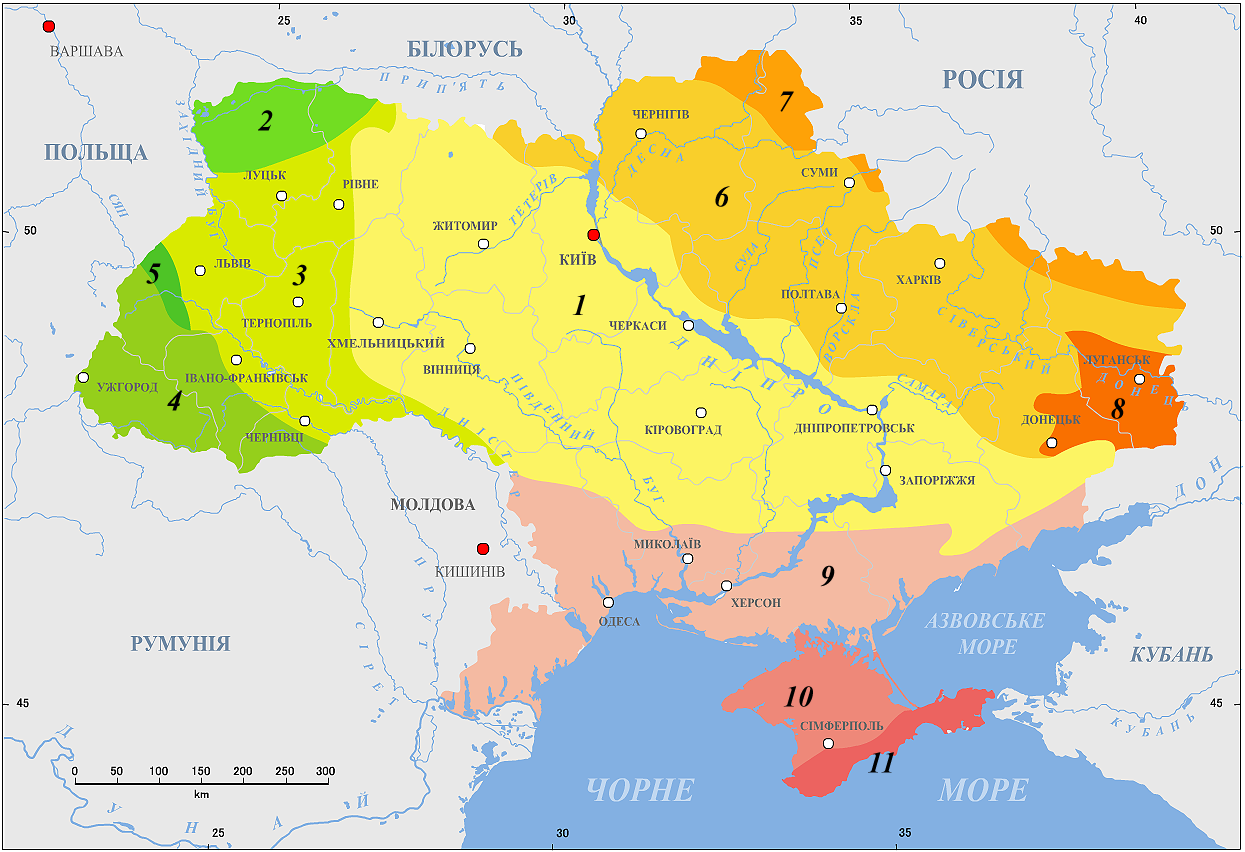
1. Украинский щит
2. Ковельский выступ
3. Волыно-подольская плита
4. Карпатская складковая область
5. Западно-Европейская платформа
6. Днепровско-Донецкая Впадина
7. Воронежская антеклиза
8. Донецкая складковая область
9. Причерноморская впадина
10. Скифская плита
11. Крымская складковая область

Причерноморская впадина (укр. Причорноморська западина) — структура в южной части Восточно-Европейской платформы; на севере граничит с Украинским щитом, на юге её граница идёт под уровень Чёрного и Азовского морей.
Причерноморская впадина является платформенной структурой, кристаллический фундамент которой опущен на разную, как правило значительную, глубину. Поверхность его наклонена с севера на юг, от Украинского щита в сторону Черного моря. Докембрийский осадочно-метаморфический комплекс залегает около Перекопского перешейка на глубине свыше 2000 м, около Одессы — 1600 м.
Это сравнительно молодая структура. Осадочные породы, что наполняют впадину, лежат на докембрийских и эпигерцинских блоках, разделённых рядом гребнеподобных депрессий, где фундамент опущен до глубины 10000 м. Из осадочных пород наибольшей мощности достигают неогеновые отложения.
Поверхность территории низменная, с широкими речными долинами, лиманами (см. Причерноморская низменность).